# J·達什
J·達什（1984年9月3日—），本名賈梅耶爾·昂托尼奧·約翰遜（英語：Jameyel Ontonio Johnson），美国说唱歌手。他最知名的是與佛羅·里達合作的2007年單曲《Wop》，該單曲在《告示牌百大單曲榜》中最高排名第51位。

## 早年生活和生涯
J·達什在美國南部長大，就讀於斯坦頓學院預科學校，並在學校樂隊中擔任鍵盤手。他獲得佛羅里達大學的學士學位。J·達什於五歲時首次接觸音樂，當時他透過聽耳學會了彈奏鋼琴。在12歲時，他加入了一支布魯斯樂隊，隨後成為Fusebox Funk樂隊的鍵盤手。
J·達什的單曲《Wop》在排行榜上取得了第一名的成績。該歌曲於2013年4月13日登上Billboard Heatseekers歌曲排行榜的榜首。值得一提的是，這首歌曲在2014年瑟琳·席安瑪執導的電影《少女時代》中獲得了顯著的表現。
據了解，達什是TuneCore的用戶，他通過該平台分發自己的音樂作品。他曾於2020年6月21日在德克薩斯州奧斯汀主持了Make Music Day Bedroom Studios活動。

## 音樂作品

### 專輯
| 專輯 | 專輯資料                                                          | 曲目 |
| 1st  | 《Tabloid Truth》 - 發行日期：2012年1月31日 - 語言：英語 - 銷量： |      |

## 外部連結
- 官方网站